# Производство общественного пространства
«Производство общественного пространства» (фр. La production de l'espace) — книга Анри́ Лефе́вра (фр. Henri Lefebvre, 16 июня 1901 — 29 июня 1991), французского социолога и философа, теоретика неомарксизма. Вышла в 1974 году.
В данной книге Лефевр отходит от неокантианских и нео-декартовой концепций пространства. Сосредотачивая внимание на социальном пространстве, Лефевр утверждает, что пространство не является инертным и нейтральным. Он отказывается от идеи того, что пространство является чем-то, созданным и окончательно сформированным до появления самого человека, но, скорее, является постоянным и непрерывно развивающимся производством пространственных отношений. Акцентированное внимание Лефевра на производстве пространства базируется на постструктуралистских и постмодернистских критических трактатах. «Социальное пространство не есть вещь среди других вещей, так же как не есть продукт среди других продуктов. Оно, скорее, вбирает в своё понятие все когда-либо себя произведённые продукты и охватывает их взаимосвязи в их сосуществования и одновременности, в их относительном порядке или относительном беспорядке». Лефевр возражает против овеществления пространства, отвергая декартову модель и отделяя «идеальное место» от «реального пространства». По его мнению, пространство является продуктом того, что производится материально и в то же время «воздействует на процессы, от которых не может отделить себя, поскольку является их продуктом».
Лефевр выдвигает идею так называемой «концептуальной триады» в объяснении того, как создаётся пространство.

## История пространства
До шестнадцатого века город не считался «субъектом» в своем прямом понимании. Развитие средневекового города, основанного на торговле, и последующее создание городской системы в Италии, Фландрии, Англии, Франции, Испании, Америке и других странах «превратило город в единый живой организм». Однако, «раскол города на центр и периферию, который произойдёт позже, когда города подвергнутся воздействию индустриализации и стратификации, не был в ближайшем будущем». Причиной этих изменений является принципиальный сдвиг в режиме производства того времени — аграрный феодализм уступил индустриализации и капитализму, который, в свою очередь сменился поздним капитализмом. Таким образом, «переход от одного режима производства неизбежно влечёт за собой производство нового пространства», и в качестве такого современного городского пространства является отражением доминирующих способов производства сегодня.

## «Концептуальная триада» Лефевра

### Пространственная практика
Пространственная практика относится к производству и воспроизводству пространственных отношений между объектами и продуктами. Она также обеспечивает непрерывность процесса и определённую степень его единства."С точки зрения социального пространства и отношения каждого члена данного общества к этому пространству это единство предполагает гарантированный уровень компетенции и определенный уровень производительности".

### Представления о пространстве
Представления о пространстве «привязаны к производственным отношениям и к „порядку“, который эти отношения налагают, а следовательно, к определённого рода знаниям, знакам, кодам». Они также относятся к «концептуальному пространству: пространству ученых, проектировщиков, урбанистов и социальных инженеров, которые являются своего рода художниками с научными наклонностями. Именно они определяют, в каком пространстве будет жить человек и как будет воспринят заложенный в созданном пространстве смысл».

### Предметно-изобразительное пространство
Данный термин относится к пространствам, в которых существуют «посредством связанных с ними образов и символов». Следовательно, такое пространство является пространством «обитателей» и «пользователей». Это опыт, который возникает в результате диалектической связи между пространственной практикой и представлениями о пространстве.
Лефевр впервые употребляет идею триады в анализе истории пространства. Он утверждает, что «социальное пространство создаётся и репродуцируется в соответствии с производственными силами и отношениями производства». Эти «силы не относятся к заранее существующим, пустым или нейтральным пространствам или пространствам, определяющимся исключительно географически, климатически и антропологически».

## Абстрактное пространство
Лефевр утверждает, что существует параллельное развитие между гегемонией капитализма на современном Западе и производством «абстрактного пространства», которому посвящена большая часть в книге. Как и абстрактное пространство, капитализм создал гомогенизацию, иерархизацию и социальную фрагментацию. Различия в локальных культурах, в истории и природных ландшафтах подавляются, в то время как пространства современности делятся на уже сформировавшиеся сети частной собственности, рынка и труда. Тем не менее, Лефевр вовсе не рассматривает модернистские пространства как конечные в истории человечества.
По мнению Лефевра, абстрактное пространство таит определенные противоречия, которые частично вытекают из исторических противоречий, создаваемых временем. Однако данные противоречия подверглись изменениям: некоторые усугубились, другие притупились. Среди них существуют и совсем недавно сформировывавшиеся противоречия, которые в конечном итоге несут ответственность за ускорявшееся движение на пути к гибели абстрактного пространства. Воспроизводство социальных отношений в пределах этого пространства неизбежно подчиняется двум тенденции: распад старых отношений, с одной стороны, и генерацию новых отношений с другой. Таким образом, несмотря на свои негативные тенденции, абстрактное пространство несет в себе семена нового вида пространства. Такое пространство Лефевр называет «дифференциальным пространством», потому что пока абстрактное пространство стремится к однородности, к ликвидации существующих различий или особенностей, новое пространство не может родиться, если оно не будет стремиться к выделению обособленности и различий.
Другими словами, Лефевр видит перспективу дифференциала пространства как нового развивающегося пространства, которое служит сопротивлением силам гомогенизации, присутствующих в абстрактном пространстве. Таким образом, Лефевр показывает диалектический конфликт между абстрактным и дифференциальным пространством.

## Издания на русском языке
- Лефевр А. Производство пространства / Пер. с франц. И. Стаф. — М.: Strelka Press, 2015. — 432 с. — ISBN 978-5-906264-41-1.